# Tales of a Librarian
Tales of a Librarian: A Tori Amos Collection är det första retrospektiva samlingsalbumet av Tori Amos, utgivet 17 november 2003 på sitt förutvarande skivbolag Atlantic Records. Amos hade själv en central roll i produktionen och sammanställningen av samlingen, en möjlighet hon hade fått på begäran. Amos har beskrivit albumet som en "ljudlig självbiografi", vars titel valdes på grund av hennes misstycke för den typiska termen "greatest hits". Albumet uppnådde plats 40 på den amerikanska Billboard 200-listan.

## Låtlista

### CD
Alla låtar är skrivna och komponerade av Tori Amos. 
| Nr  | Titel                                                             | Längd |
| --- | ----------------------------------------------------------------- | ----- |
| 1.  | Precious Things                                                   | 4:29  |
| 2.  | Angels                                                            | 4:27  |
| 3.  | Silent All These Years                                            | 4:10  |
| 4.  | Cornflake Girl                                                    | 5:05  |
| 5.  | Mary                                                              | 4:42  |
| 6.  | God                                                               | 3:54  |
| 7.  | Winter                                                            | 5:43  |
| 8.  | Spark                                                             | 4:13  |
| 9.  | Way Down (Extended)                                               | 1:50  |
| 10. | Professional Widow (Armand's Star Trunk Funkin' Mix) (Radio Edit) | 3:48  |
| 11. | Mr. Zebra                                                         | 1:05  |
| 12. | Crucify                                                           | 5:00  |
| 13. | Me and a Gun                                                      | 3:43  |
| 14. | Bliss                                                             | 3:35  |
| 15. | Playboy Mommy                                                     | 4:06  |
| 16. | Baker Baker                                                       | 3:12  |
| 17. | Tear in Your Hand                                                 | 4:38  |
| 18. | Sweet Dreams                                                      | 3:39  |
| 19. | Jackie’s Strength                                                 | 4:25  |
| 20. | Snow Cherries from France                                         | 2:56  |

### DVD

#### Live
Alla låtar är skrivna och komponerade av Tori Amos. 
| Nr | Titel                                                                                                | Längd |
| -- | --- | ----- |
| 1. | Pretty Good Year (Inspelad live under soundchecket från Welcome to Sunny Florida, 4 september 2003.) | 3:47  |
| 2. | Honey (Inspelad live under soundchecket från Welcome to Sunny Florida, 4 september 2003.)            | 4:00  |
| 3. | Northern Lad (Inspelad live under soundchecket från Welcome to Sunny Florida, 4 september 2003.)     | 4:27  |

#### Diverse
Alla låtar är skrivna och komponerade av Tori Amos. 
| Nr | Titel                                                                     | Längd |
| -- | ------------------------------------------------------------------------- | ----- |
| 1. | Putting the Damage On (Remixad; spelas i fotogalleriet.)                  | 5:08  |
| 2. | Mr. Zebra (Instrumentell; spelas i fotogalleriet och i navigeringsmenyn.) | 1:05  |
| 3. | Putting the Damage On (Instrumentell)                                     | 5:08  |